# Jörn Piel
Jörn Piel (* 9. Januar 1967 in Düsseldorf) ist ein deutscher Chemiker, Mikrobiologe und Hochschullehrer.

## Leben
Piel studierte von 1988 bis 1994 Chemie an der Universität Bonn und promovierte 1998 bei Wilhelm Boland mit der Dissertation „Die pflanzliche Duftproduktion: Studien zu Elicitierung, Biosynthese und ökologischer Bedeutung“. Es folgte mit einem  Feodor-Lynen-Forschungsstipendium der Alexander-von-Humboldt-Stiftung ein zweijähriger Postdoc-Aufenthalt bei Bradley S. Moore und Heinz G. Floss an der University of Washington in Seattle. Von 1999 bis 2004 arbeitete Piel als Nachwuchsgruppenleiter am Max-Planck-Institut für chemische Ökologie in Jena. Nach der Habilitation an der Universität Jena war er von 2004 bis 2013 als Professor für bioorganische Chemie an der Universität Bonn tätig. 2013 folgte er dem Ruf an die ETH Zürich als Professor für mikrobielle Interaktionen.
Piel ist in verschiedenen wissenschaftlichen Gesellschaften und Gremien aktiv.

## Wissenschaftliches Werk
Jörn Piels Forschung beschäftigt sich mit der Herkunft, Ökologie und Wirkung von Naturstoffen. Er untersucht mit seiner Arbeitsgruppe mit biologischen und chemischen Methoden bakterielle Naturstoffsynthesen beispielsweise von Bakteriengemeinschaften in Meeresschwämmen. Diese Erkenntnissen werden in der synthetischen Biologie zur Herstellung von Verbindungen, die in der Natur nur schwer zu finden sind, angewendet.

## Auszeichnungen
- 2004 Nachwuchswissenschaftler-Preis für Naturstoff-Forschung der DECHEMA
- 2004 Thüringer Forschungspreis
- 2004 Matt Suffness Award der American Society of Pharmacognosy[6]
- 2020 Gordon and Betty Moore Investigator Award[7]
- 2020 Mitglied der Nationalen Akademie der Wissenschaften Leopoldina
- 2023 Inhoffen-Medaille[8]
- 2025 Ernst-Jung-Preis[9]